# سارتكة العليا (كاني سور)
سارتکة العلیا (بالفارسية: سارتکه علیا) هي قرية تقع في إيران في قسم کاني سور الريفي. يقدر عدد سكانها بـ 92 نسمة بحسب إحصاء 2016.